# Lantos Adolf
Lantos Adolf, született Lőwy Adolf (Petrilehota, 1875. február 15. – Budapest, 1942. január 18.) könyvkereskedő, könyvkiadó, antikvárius.

## Életrajz
Lőwy Jakab és Kutschera Jozefina fia. Miután kitanulta a könyvkereskedői szakmát, társul belépett Dobrovszky Ágost pesti antikváriumába, melyből 1910 után vált ki, és 1913-ban nyitott önálló antikváriumot. Cégét fokról fokra fejlesztette tovább, melynek eredményeképpen a tízes évek végén a könyves szakma szinte valamennyi területére kiterjedt tevékenysége. Lantos megszerezte a Kunossy-féle grafikai intézetet, a debreceni Dávidházy-féle könyvkötészetet, végül a Genius könyvkiadó vállalatot, melyeket egyesítve létrehozta a Lantos Rt-t.
A Lantos Rt. gondozásában három könyvészeti folyóirat jelent meg: a Bibliofil Szemle, a Literatura és a Lantos Magazin, továbbá rendszeresen közzétette legújabb antikvár listáját a Könyvtári Szemle rendes mellékletében, a Könyvgyűjtőben, illetve ő jelentette meg Móra Ferenc műveit is és még ezen kívül számos irodalomtudományi és szépirodalmi munkát.
A Lantos Rt. tudományos antikváriuma a ritka és értékes művek egyik leggazdagabb fővárosi raktárkészlete fölött rendelkezett. Lantos pályája során több mint hetven antikvár katalógust adott ki, melyek anyaga javarészt muzeális és tudományos kiadványokból állt: ősnyomtatványokat, régi magyar könyveket, hungarikumokat, történeti, földrajzi és egyéb tudományos műveket ölelt fel.
Lantos a szakmai egyesületi életnek is tevékeny résztvevője volt.
A Lantos-cég tudományos antikváriumában 1923-ban rendezett először aukciót, amely az antikváriátus történetében azért is jelentős, mert a 20. században ez az első magyarországi könyvárverés. A hat napon át (1923. november 28. – december 4.) tartó versengésben 263 metszet, 301 könyv és 133 kézirat került kalapács alá. A húszas évek második felétől rendszeressé váltak a Lantos-aukciók, melyek során jelentős gyűjtők könyvtárai is árverezésre kerültek, többek között Polányi Dezső ügyvéd, országgyűlési képviselő és Braun Róbert, a Fővárosi Könyvtár egykori aligazgatójának könyvtára.
Lantos a gyors, lendületes és nívós munka, valamint a szakmai és anyagi sikerek ellenére az 1930-as években a gazdasági válság következtében kénytelen volt vállalatát leépíteni, és visszatérni a régi anyagokkal folytatott eredeti hivatásához, az antikvár könyvkereskedéshez.
A Lantos Rt. épületei, az antikvárium kivételével, a VIII. kerület, Stáhly utca 13. számú házban voltak.
Az üzlethez hozzátartozott egy elkülönített elegáns aukciós terem is, ahol számos bibliofil árverést rendeztek. A Lantos Rt. boltja Budapest egyik legforgalmasabb és legjobban felszerelt könyvkereskedése volt, amely rendszeresen tartott raktáron a magyar irodalmi műveken kívül francia, német, angol és olasz nyelvű könyveket, melyeket kívánságra, rövid határidővel külföldről is meghozattak.

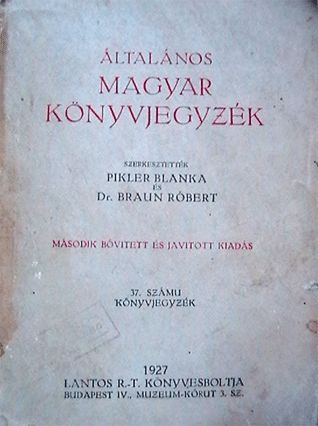
Az Általános Magyar Könyvjegyzék címoldala

A könyvesbolt egyik legbecsesebb és legfontosabb segédeszköze az Rt. kiadásában, illetve Pikler Blanka és Braun Róbert szerkesztésében, az először 1925-ben megjelent Általános Magyar Könyvjegyzék volt, a magyar irodalom valóságos leltára. Mintegy 20000 címet közölt, szakrendi elosztásban. A katalógust részletes név- és tárgymutató egészítette ki. Az 1927-ben kiadott második, bővített jegyzék a 49. oldaltól a 255-ig foglalja össze a szépirodalmi és az ifjúsági irodalmi műveket, míg a Tudományos irodalom kategória egészen a 655. oldalig tart. 
Az antikvárium háromféle – betűrendes, tárgyi, földrajzi – katalógussal rendelkezett, amelyek könnyen visszakereshetővé tették a készlet anyagát.
A „Lantos-aukció” a főváros antikvár könyvkereskedelmének szerves részét és egyik fokmérőjét képezte, egyúttal a hazai kulturális s bibliofil-élet fontos és érdekes eseményévé is vált.

## Kiadói tevékenysége
Lantos Adolf a Könyvtári Szemle című folyóirat első számát 1913. május 20-án jelentette meg. A folyóirat szerkesztésére először Szabó Ervint kérte fel, aki azonban nem vállalta és maga helyett Kőhalmi Bélát ajánlotta szerkesztőnek. Kétheti rendszerességgel követték egymást az egyes füzetek, 1913-ban még nagy formátumban. A következő évben változott mérete és periodicitása: havonta jelent meg kisebb alakban. Stílusa eleven, friss volt, cikkei általában rövidek, lényegre törőek. Lantos és a szerkesztőség a nagyobb terjedelmű írásokból könyvsorozatot is kiadott Könyvtári Füzetek címmel. Nagy jelentősége volt 1914-ben a Magyarország Bibliográfiája című melléklet megindításának, Steinhofer Károly és Pikler Blanka szerkesztésében. A jegyzék júliusig jelent meg.
A Könyvtári Szemle a háború alatt – a többi szakfolyóirathoz hasonlóan – terjedelmét csökkenteni kényszerült. 1917-ben jelent meg utoljára, az 1918-as, VI. évfolyam helyett a Könyvgyűjtők évkönyve jelent meg 84 lapon, 1919 elején.
1919. május 1-jén új lapot vehettek kézbe a könyvtárosok: a Tanácsköztársaság Könyvtárügye című periodikumot. Ez a legrövidebb életű lapja a magyar könyvtári szaksajtónak. 2-3. összevont száma június 1-jén hagyta el a nyomdát, a 4. és utolsó – júliusban. Hivatalos közlöny volt, így elsősorban a különböző rendeleteket, utasításokat közölte, de néhány cikk is megjelent a lapban.
A Lantos Rt. 1924-ben indított egy negyedévente megjelenő folyóiratot a Magyar Bibliofil Szemlét, amelynek első évfolyama a Kner nyomdában készült. Kner Imre véleménye szerint viszont ez a lap nem bibliofil (jóllehet a Magyar Bibliophil Társaság több tagja is publikált benne), hanem bibliográfiai volt. A lap a második évfolyamával meg is szűnt. Ez a folyóirat azért jött létre mert a 20-as évek elején Lantos Adolf aukciókat akart szervezni, és az engedély megadásának az volt a feltétele a kormány részéről, hogy megjelentet egy bibliofíliával, könyvművészettel foglalkozó folyóiratot.

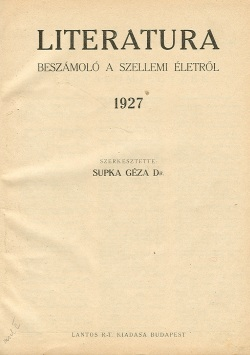
Literatura

 A Literatura terve 1925 őszén merült fel Supka Gézában, amikor Lantos Adolffal, „az egyik, akkor legnagyobb aktivitását élő könyvkiadóval” beszélgetett. A lap végül 1926-tól jelent meg. 1927-től, az időszaki lapengedély megszerzése után már havonta jelent meg. Egy szám ára 6000 korona, vagyis 48 pengőfillér volt. Maga a lap neve szándékosan a reformkorra utal, ezért is írták rövid u-val. Egy időben emiatt is támadták a lapot. Hegedűs Lóránt azt írta egy cikkében, elképzelhető-e, hogy „Kazinczy és Széchenyi korában egy szépirodalmi folyóirat idegen címet viseljen, mint Literatura, Kultúra, Magazin?” Supka többször leírta, hogy a Literatura nem kritikai lap. Mivel az egyik fő cél az olvasás megkedveltetése volt, ezért esztétikai szempontok alapján csak igen ritkán írtak rosszat egy-egy könyvről. Supka 1929 januárjában örömmel állapította meg, hogy a Literatura fennállásának három éve nyomot hagyott a magyar kultúrában, azonban Lantosék ekkor már egy új félhavi lap kiadását tervezték. A Lantos Magazin a Literatura testvérlapjává vált de nem érte meg a harmadik évfolyamát: 1929 decemberében Supka Géza bejelentette, hogy a Literatura beleolvad a Lantos Magazinba.
A Genius könyvkiadó megvásárolta Szabó Dezső összes műveinek kiadási jogát, amit később az író perrel támadott meg s visszakövetelte jogát a kiadáshoz, minden jogi alap nélkül. 1929-ben jelent meg József Attila: Nincsen apám sem anyám című verskötete 1000 számozott példányban, a szegedi Koroknay-nyomdánál. Mint a kötetből is kiderül, ehhez a Genius csak a nevét adta: bár számozva készült, nagyon rossz, fatartalmú papíron nyomták, de mint első kiadásnak, ma is nagy az értéke a gyűjtők körében.

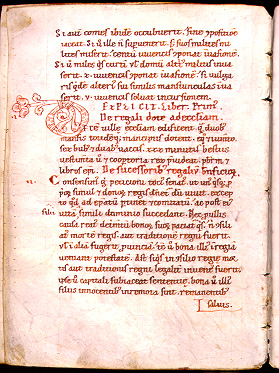
Az Admonti kódex egy lapja

Jóval később, Tormay Cécile egyik könyve jelent meg a Geniusnál, a Virágok városa - szirének hazája című itáliai útibeszámoló, 1935-ben, ritka érdekes kötésben, csinos formátumban, finom papíron. 
A Genius adta ki Móra Ferenc műveit is:1927-ben ünnepelték Móra Ferenc írói működésének negyedszázados jubileumát. Erre alkalmat szolgáltatott összegyűjtött művei hat kötetének megjelentetése, melyet a Lantos Rt.  Móra Ferenc összes munkái címen adott ki.
A harmincéves írói jubileum (1932) alkalmából a Genius Könyvkiadó megindította a Móra Ferenc munkái jubileumi díszkiadása című, egységes fekete kötésű sorozatot.
Móra halála után, 1934. május elején került a könyvesboltokba, Móra Ferenc hátrahagyott művei díszkiadása sorozatcímmel.
A Genius legtöbb kiadványa a Franklin, Globus, Hungária, Jókai, Korvin, Világosság és Weiss L. nyomdájában készült.
Lantos Adolf tulajdonában volt az Admonti kódex (nyolcleveles, XII. század eleji hártyakézirat, amely Szent István törvényeinek legrégebbi fennmaradt kézirata), amelynek elkészítette hasonmáskiadását. Az eredetit 1934-ben, Hóman Bálint miniszter hozzájárulásával 20 ezer pengőért vásárolta meg tőle az Országos Széchényi Könyvtár.

## Kiadott sorozatok
1919-től jelentette meg a Kétnyelvű Klassikus Könyvtár című sorozatot amelynek, 
részlegesen rekonstruált címlistáját alább közöljük:
- Oscar Wilde : A boldog herceg (1.)
- Guy de Maupassant : Az ékszer (3.)
- Boccaccio : Lizetta (4.)A Kétnyelvű Klasszikus Könyvtár című sorozat egyik darabja
- Edgar Poe: A vörös halál arca (5.)
- Balzac : A hóhér (10.)

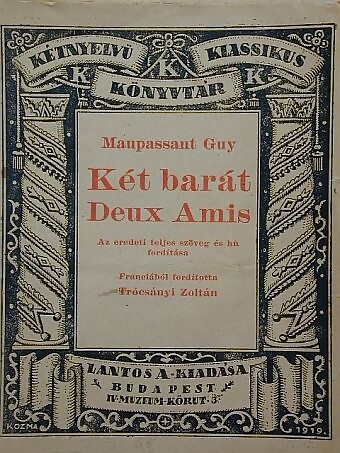
A Kétnyelvű Klasszikus Könyvtár című sorozat egyik darabja

- Charles Baudler : Kis költemények prózában (14.)
- Rudyard Kipling : A pillangó (15.)
- Guy de Maupassant : Két barát (16.)
- Maetrlinck Maurice : Egy kis kutya halála (18.)
- Gabriele D’Annunzio : Cincinnato (20.)
- Oscar Wilde : Az önző óriás (21.)
- Mark Twain : Nyugtalan éj (23.)
- Barry Pain : Az ablak (25.)
- Farrére Claude : A temető-őr (28.)
- Oscar Wilde : Az odaadó barát (31.)
- Arnaldo Fraccaroli : Szeszélyes nyári délután (34.)
- Hauff Wilmos : A gólyakalifa története (36.)
- Anatole France : A kis ólomkatona (38.)
- Guy de Maupassant: Vérbosszú (40.)
- Guy de Maupassant : Párbaj (42.)
- Mario Puccini : A szenesasszony (44.)
- Anatole France : Marbod pokoljárása (46.)
- Rolland Romain : Az égő csipkebokor (50.)
- Silvio Pelicco : Zanze (54.)
- Brentano Clemens : A három szem dió (56.)
- Stendhal : Palliano hercegnő (57.)
- Honoré de Balzac : A spanyol grand (59.)
- Nathaniel Hawthorne : Dr. Heidegger kísérlete (60.)
- Mérimée Prosper : A sánc bevétele (61.)
- Washington Irwing : Don Juan (62.)
- A nevető Olaszország (64.)
- Daudet Alphonse : Három csöndes mise
- Charles Dickens : A fekete fátyol
- H.G. Wells : A vörös szoba
- Gautier Théophile : A múmia lába

Egy másik sorozata az Ethika-könyvtár. Ennek néhány darabja:
- Schmidt József : Az ó-ind epika (1.)
- Benedek Marcell : A francia regény a XIX. Században (3.)
- Földessy Gyula : Ady-tanulmányok (5.)
- Czakó Ambró : A vallásfilozófia alapvonalai (6.)
- Király György : A magyar ősköltészet (7.)
- Szemere Samu : A jelenkori filozófia főbb irányai (9.)
- Steiner Lajos : A Föld mágneses jelenségei

## További művek
- Asztalos Miklós: A magyar nemzet története ősidőktől napjainkig
- Asztalos Miklós: A nemzetiségek története Magyarországon : Betelepülésüktől máig
- Braun Róbert: Magyarország vidékeinek , vármegyéinek,  várának és városainak történeti, földrajzi leírása és képei
- Ralph Waldo Emerson: Művészet = Art
- Gárdonyi Albert : Magyarországi könyvnyomdászat és könyvkereskedelem a 18. században
- E.T.A. Hoffmann : Gluck lovag : Ritter Cluck
- Könyvtári füzetek: Kacziáy Géza: A magyar mémoire-irodalom 1848-tól 1914-ig
- Természet és társadalom: Immanuel Kant : Az örök béke
- Kazinczy Ferenc: Fogságom naplója
- Kőhalmi Béla: Könyvek könyve: 87 magyar író, tudós, művész, közéleti ember és kiadó vallomása kedves olvasmányairól
- Lengyel Menyhért: Lengyel Menyhért szinművei Egy a Lantos Rt. által kiadott Móra mű

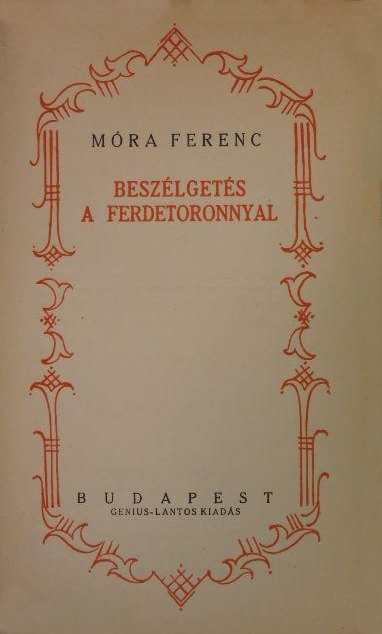
Egy a Lantos Rt. által kiadott Móra mű

- Linder Béla: Kell-e katona? A militarizmus csődje: tanulmány a leszerelésről
- Guy de Maupassant: Első hó
- Móra művek
- Pethő Sándor: Szekfü Gyula történetírása
- Erich Friedrich Podach : A társadalmi fejlődés iránya: a kommunizmus gyakorlati kivitelének kérdése
- Rainer Maria Rilke: Miképen érte a szerelem és a halál Rilke Kristóf kornétást
- Oscar Wilde : The Happy Prince and Other Tales
- Könyvtári Szemle : Könyvtárak, olvasók és könyvgyűjtők félhavi értesítője Kőhalmi Béla szerkesztésében
- A Literatura almanachja
- Literatura : Beszámoló a szellemi életről
- A Magyar Nemzeti Múzeum Országos Széchényi Könyvtára nemzeti kincseinek hasonmásai: Szent István törvényeinek  12. századi kézirata: az Admonti kódex – hasonmás kiadás